# 伊利亚斯·大卫·沙逊

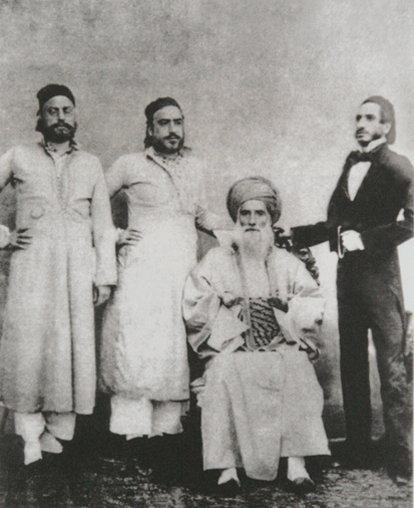
大卫·沙逊和他的儿子们，左侧为伊利亚斯·大卫·沙逊

伊利亚斯·大卫·沙逊（Elias David Sassoon，1820年3月27日—1880年3月21日）是一位在印度和远东经营贸易的犹太商人。
1820年3月27日，伊利亚斯·大卫·沙逊出生在奥斯曼帝国的巴格达，是伊拉克-印度犹太商人、慈善家大卫·沙逊及其第一任妻子 Hannah Joseph的次子。起初跟随父亲在印度经商。英国占领香港后，1844年，他移居香港，在此开设中国第一个分公司，以此作为在中国拓展家族生意的基地。1850年，他移居上海。他父亲在孟买的公司已在加尔各答、上海、广州和香港设有分支机构，他的业务，其中包括鸦片贸易的垄断，延伸到横滨，长崎，和日本的其他城市。
1867年，他在孟买成立自己的新沙逊洋行（E.D. Sassoon & Co.），生意涉及干果、金属、茶、丝绸、香料和樟脑，同时在上海仁记路5号建立分行大楼，由长子雅各布·伊利亚斯·沙逊负责中国业务。1880年3月21日，伊利亚斯·大卫·沙逊在英属锡兰的科伦坡去世。
他的妻子是利亚·古巴伊，儿子有雅各布·伊利亚斯·沙逊和爱德华·伊利亚斯·沙逊。女儿汉娜嫁给了沙逊·大卫。